# Karoliina Rantamäki
Karoliina Stina Margaretha Rantamäki (* 23. Februar 1978 in Espoo) ist eine finnische Eishockeyspielerin, die seit 2024 erneut bei den Kiekko-Espoo Naiset aus der Auroraliiga, der höchsten finnischen Spielklasse, unter Vertrag steht. Rantamäki gehört zu den erfolgreichsten finnischen Eishockeyspielerinnen überhaupt und ist neben Emma Terho (geb. Laaksonen) die einzige finnische Eishockeyspielerin, die mit der finnischen Nationalmannschaft an fünf Olympischen Winterspielen teilnahm. Dabei steht der zweimalige Gewinn der Bronzemedaille zu Buche. Darüber hinaus nahm Rantamäki an 13 Weltmeisterschaften teil, bei denen sie achtmal auf dem Bronzerang landete. Auf Vereinsebene errang sie in Finnland und Russland insgesamt elf nationale Meistertitel, dazu zweimal den IIHF European Women Champions Cup. Des Weiteren füllen zahlreiche individuelle Auszeichnungen ihre Vita.
Zwischen 2007 und 2019 war sie für SKIF Nischni Nowgorod in der Schenskaja Hockey-Liga respektive der russischen Meisterschaft aktiv und gewann auch dort zahlreiche Titel. Anschließend spielte sie fünf Jahre lang für die HIFK Naiset, mit denen sie zwei weitere finnische Meisterschaften erreichte. Seit 2024 spielt sie wieder für ihren Stammverein, die Kiekko-Espoo Naiset.

## Erfolge und Auszeichnungen
- 1998 Beste Torschützin der Naisten SM-sarja
- 1998 Topscorerin der Naisten SM-sarja
- 1999 Finnische Meisterin mit den Espoo Blues
- 2000 Finnische Meisterin mit den Espoo Blues
- 2000 Beste Torschützin der Naisten SM-sarja
- 2001 Finnische Meisterin mit den Espoo Blues
- 2001 Wertvollste Spielerin der Naisten SM-sarja-Playoffs
- 2002 Finnische Meisterin mit den Espoo Blues
- 2002 Beste Torschützin und Topscorerin der Naisten SM-sarja
- 2003 Finnische Meisterin mit den Espoo Blues
- 2003 Beste Torschützin der Naisten SM-sarja
- 2004 Finnische Meisterin mit den Espoo Blues
- 2004 Beste Torschützin und Topscorerin der Naisten SM-sarja
- 2005 Finnische Meisterin mit den Espoo Blues
- 2005 Beste Torschützin und Topscorerin der Naisten SM-sarja
- 2005 Wertvollste Spielerin der Naisten SM-sarja-Playoffs
- 2005 Beste Torschützin und Topscorerin des Super Final des IIHF European Women Champions Cup
- 2006 Beste Torschützin und Topscorerin der Naisten SM-sarja
- 2007 Finnische Meisterin mit den Espoo Blues
- 2007 Beste Torschützin und Topscorerin der Naisten SM-sarja
- 2007 Wertvollste Spielerin der Naisten SM-sarja-Playoffs
- 2007 Beste Stürmerin der Naisten SM-sarja
- 2007 All-Star-Team der Naisten SM-sarja
- 2008 Russische Meisterin mit SKIF Nischni Nowgorod
- 2009 IIHF-European-Women-Champions-Cup-Gewinn mit SKIF Nischni Nowgorod
- 2009 Russischer Vizemeister mit SKIF Nischni Nowgorod
- 2010 Russische Meisterin mit SKIF Nischni Nowgorod
- 2011 Russische Vizemeisterin mit SKIF Nischni Nowgorod
- 2012 Russische Vizemeisterin mit SKIF Nischni Nowgorod
- 2013 Russische Vizemeisterin mit SKIF Nischni Nowgorod
- 2014 Russische Meisterin mit SKIF Nischni Nowgorod
- 2015 IIHF-European-Women-Champions-Cup-Gewinn mit SKIF Nischni Nowgorod
- 2015 Russischer Vizemeister mit SKIF Nischni Nowgorod
- 2023 Finnische Meisterin mit HIFK Naiset
- 2024 Finnische Meisterin mit HIFK Naiset

### International
| - 1997 Bronzemedaille bei der Weltmeisterschaft - 1999 Bronzemedaille bei der Weltmeisterschaft - 1998 Bronzemedaille bei den Olympischen Winterspielen - 2000 Bronzemedaille bei der Weltmeisterschaft - 2004 Bronzemedaille bei der Weltmeisterschaft | - 2008 Bronzemedaille bei der Weltmeisterschaft - 2009 Bronzemedaille bei der Weltmeisterschaft - 2010 Bronzemedaille bei den Olympischen Winterspielen - 2011 Bronzemedaille bei der Weltmeisterschaft - 2015 Bronzemedaille bei der Weltmeisterschaft |

## Karrierestatistik

### International
(Legende zur Spielerstatistik: Sp oder GP = absolvierte Spiele; T oder G = erzielte Tore; V oder A = erzielte Assists; Pkt oder Pts = erzielte Scorerpunkte; SM oder PIM = erhaltene Strafminuten; +/− = Plus/Minus-Bilanz; PP = erzielte Überzahltore; SH = erzielte Unterzahltore; GW = erzielte Siegtore; 1 Play-downs/Relegation; Kursiv: Statistik nicht vollständig)